# Tomislav Ivić
Pour les articles homonymes, voir Ivić.
Tomislav Ivić, né le 30 juin 1933 à Split dans le royaume de Yougoslavie, aujourd'hui en Croatie, et mort le 24 juin 2011 dans la même ville, est un joueur de football devenu ensuite entraîneur de football yougoslave (croate).
Ancien footballeur de talent modeste, Tomislav Ivić devient un entraîneur à succès. Réputé sévère et exigeant tactiquement, notamment sur le plan défensif, il est connu pour la réussite et la longévité de sa carrière. Il dirige des équipes de quatorze pays différents, dont quatre sélections nationales et remporte de nombreux titres (huit championnats et six coupes) dans sept pays différents : Yougoslavie, Pays-Bas, Belgique, Grèce, Portugal, Espagne et France.

## Biographie
Après une courte carrière de joueur dans le championnat de Yougoslavie (avec deux clubs de sa ville natale, le RNK Split et l'Hajduk Split), avant de commencer une carrière d'entraîneur avec le club du NK Split durant trois ans entre 1969 et 1972.
Tomislav Ivić se fait connaître en début de carrière en terminant champion dans chacun des clubs où il passe : Hajduk Split (en 1973-74 et 1974-75), Ajax Amsterdam (en 1976-77), Hajduk Split de nouveau (en 1978-79), RSC Anderlecht (en 1980-81).
Après quelques saisons moins fructueuses (comme un passage au Dinamo Zagreb, au Galatasaray en Turquie, à l'US Avellino en Italie ou encore au Panathinaïkos en Grèce), il réalise son exercice le plus réussi en 1987-88, alors qu'il remplace Artur Jorge au FC Porto, champion d'Europe en titre. Il remporte en cours de saison la supercoupe de l'UEFA et la Coupe intercontinentale, face au CA Peñarol (2-1 a.p.), et mène le club jusqu'à un nouveau titre de champion national. Il découvre la France la saison suivante, en signant au Paris Saint-Germain. Il y obtient d'abord de bons résultats, le club parisien terminant à la deuxième place du championnat, à trois points de l'Olympique de Marseille. La saison suivante est plus décevante : les Parisiens sont éliminés rapidement en Coupe UEFA par la Juventus, et avec 14 défaites terminent à la cinquième place de D1, ce qui conduit au départ d'Ivić pour l'Atletico Madrid, qu'il mène à la deuxième place de la Liga. 
Ivić revient en France en 1991, à l'Olympique de Marseille, triple champion de France. Pourtant en tête du championnat, il est congédié après quatre mois, notamment en raison du style défensif de son équipe, au profit de son prédécesseur Raymond Goethals. 
Il voyage ensuite en Europe, avec tout d'abord un retour au Portugal, mais cette fois avec le Benfica, avant de retourner au bout d'une saison au FC Porto. En 1994, il prend en charge l'équipe de Croatie pour y rester moins d'un an, avant de rejoindre le club de la capitale croate du Dinamo Zagreb. Peu de temps après, durant l'année 1995, il retourne en Turquie, mais cette avec le club stambouliote du Fenerbahçe. Il rejoint ensuite les Émirats arabes unis pour prendre en main durant deux saisons le club d'Al Wasl Dubaï.
En 1997, il part pour un nouveau défi avec l'Iran, où il reste une saison avec un des plus grands clubs du pays, le Persépolis FC, avant de prendre les rênes de la sélection iranienne.
De 1998 à septembre 1999 puis de mai à décembre 2000, il dirige l'équipe du Standard de Liège, sans connaître une grande réussite : dans un climat difficile avec les joueurs, il ne parvient pas à lutter pour le titre et perd deux finales de coupe de Belgique. Il revient à Marseille en avril 2001 à la demande du président Robert Louis-Dreyfus, également actionnaire du club belge, et de Bernard Tapie, devenu directeur sportif, alors que le club phocéen lutte pour le maintien. L'objectif est atteint, mais l'entraîneur est dans un premier temps remplacé à l’inter saison, du fait notamment de sa propre fatigue physique, avant d'être rappelé en août en remplacement de José Anigo. Le 29 novembre 2001, il quitte définitivement son poste du fait de problèmes de santé récurrents. Il se range alors définitivement des terrains.
De 2002 à novembre 2004, il est le directeur sportif d'Al-Ittihad (en Arabie saoudite). En 2006, il est nommé directeur du tout nouveau centre de formation du Standard de Liège (Belgique) en juillet 2006, à 73 ans, poste qu'il quitte quelque temps plus tard.
Revenu à Split, Tomislav Ivic meurt le 24 juin 2011 à l'âge de 77 ans.

## Palmarès
| FC Porto - Championnat du Portugal (1) : - Champion : 1988. - Coupe du Portugal (1) : - Vainqueur : 1988. - Supercoupe de l'UEFA (1) : - Vainqueur : 1987. - Coupe intercontinentale (1) : - Vainqueur : 1987. |  | Hajduk Split - Championnat de Yougoslavie (3) : - Champion : 1974, 1975 et 1979. - Coupe de Yougoslavie (4) : - Vainqueur : 1972, 1973, 1974 et 1976. |  | Ajax Amsterdam - Championnat des Pays-Bas (1) : - Champion : 1977. |

| RSC Anderlecht - Championnat de Belgique (1) : - Champion : 1981. |  | Olympique de Marseille - Championnat de France (1) : - Champion : 1992. |  | Atlético Madrid - Coupe d'Espagne (1) : - Vainqueur : 1991. |